# Placynthium flabellosum
Placynthium flabellosum är en lavart som först beskrevs av Edward Tuckerman, och fick sitt nu gällande namn av Alexander Zahlbruckner. Placynthium flabellosum ingår i släktet Placynthium och familjen Placynthiaceae.  Arten är reproducerande i Sverige. Inga underarter finns listade i Catalogue of Life.